# Ursin Ravenski
Ursin Ravenski (tal.: Sant 'Ursicino; ? - Ravena, oko 67.), talijanski liječnik, mučenik i svetac Katoličke Crkve. Njegov blagdan se obilježava 19. lipnja.
Dok je djelovao kao liječnik u Liguriji uhićen je i osuđen na smrt zbog svoje vjere. Oko 67. godine mu je odrubljena glava. Njegove relikvije su bile čuvane u crkvi Sv. Giovannija Battiste. Oko 972. prenesene su u ravensku katedralu, gdje su nalaze i danas. Ne treba ga se miješati sa svetim Ursinom, biskupom iz Ravene.

## Vanjske poveznice
- (tal.) Sant' Ursicino